# Арджуна (вулкан)
Арджуна, Арджуно-Велиранг (индон. Gunung Arjuna) — вулкан, расположенный на острове Ява в составе провинции Восточная Ява (Индонезия).
Вулкан находится между вулканами Рингит и Линтинг, которые составляют вулканический хребет длиной 6 километров в восточной части острова Ява, простирающегося с северо-запада на юго-восток. Поперёк вулканического комплекса располагается плодородная долина, напротив — вулканический активный комплекс Тенгер.
Арджуна — стратовулкан, высотой 3339 метров. Он состоит из 2 конусов-близнецов: Арджуна (3339 м), который находится восточнее, и Велиранг (3156 м), располагающегося западнее.
Пирокластические конусы расположены на северной стороне вулкана. На склонах пика Велиранг видны фумарольные области с отложением серы.
Впервые вулкан начал извергаться в 1950 году. Извержение началось в северо-западной части вулкана, на которой находился пик Велиранг. Характер извержения характеризовался взрывной активностью. Взрывной характер извержения вновь произошёл в 1952 году. Последний раз вулкан проявлял значительную активность 13 сентября 1991 года. Со спутника были видны пары дыма, исходящего из вулкана. В 2002 году незначительная активность была зафиксирована вновь со спутника.